# 原胤貞
原 胤貞（はら たねさだ、永正4年（1507年）？ - 永禄12年（1569年）あるいは天正3年（1575年）？）は、戦国時代の武将。千葉氏の家臣。下総原氏宗家当主。原胤清の子。子に原胤栄・胤親・女子（臼井景胤妻）。

## 生涯
下総国の武将・原胤清の子として誕生した。
下総国の戦国大名・千葉氏に仕え、はじめ小西城の城主であった。天文8年（1539年）、父・胤清の隠居により家督を継いで、生実（現在の千葉市中央区生実町）城主となる。その後、娘婿である臼井氏当主で・臼井景胤が死去すると、姻戚関係を利用して外孫の臼井久胤の後見役として弘治3年（1557年）に臼井城に入城し、支配地で善政を行なうことによって臼井氏の家臣と領民の支持を集め、久胤を傀儡化し臼井城を事実上支配下に収めた（久胤はのちに逐電し結城氏を頼った）。
永禄5年（1561年）には上総国の里見氏の力を背景に侵攻してきた正木信茂（従来の説では正木時茂）の侵攻を受けて臼井城と生実城を奪われたが、永禄8年（1564年）に里見氏が第二次国府台合戦において相模国の北条氏に大敗すると、千葉胤富らの助力により両城を奪還した。その後、上杉謙信が臼井城を攻撃したが、白井胤治などの助力によりこれを撃退したという。
没年については永禄12年（1569年）5月といわれているが、その年秋の越相同盟について上杉謙信から胤貞の処遇問題についての提案が出されており、疑問が残される。また、天正2年（1574年）に嫡男とされる胤栄が臼井城に入城し、さらに『千葉大系図』には天正3年（1575年）に胤貞が小西城に退いたとされている。いずれにしても元亀年間に入ると胤栄が当主として活動しており、1569年前後に当主の交代があったのは確実である。